# رزی پرچ‌کن

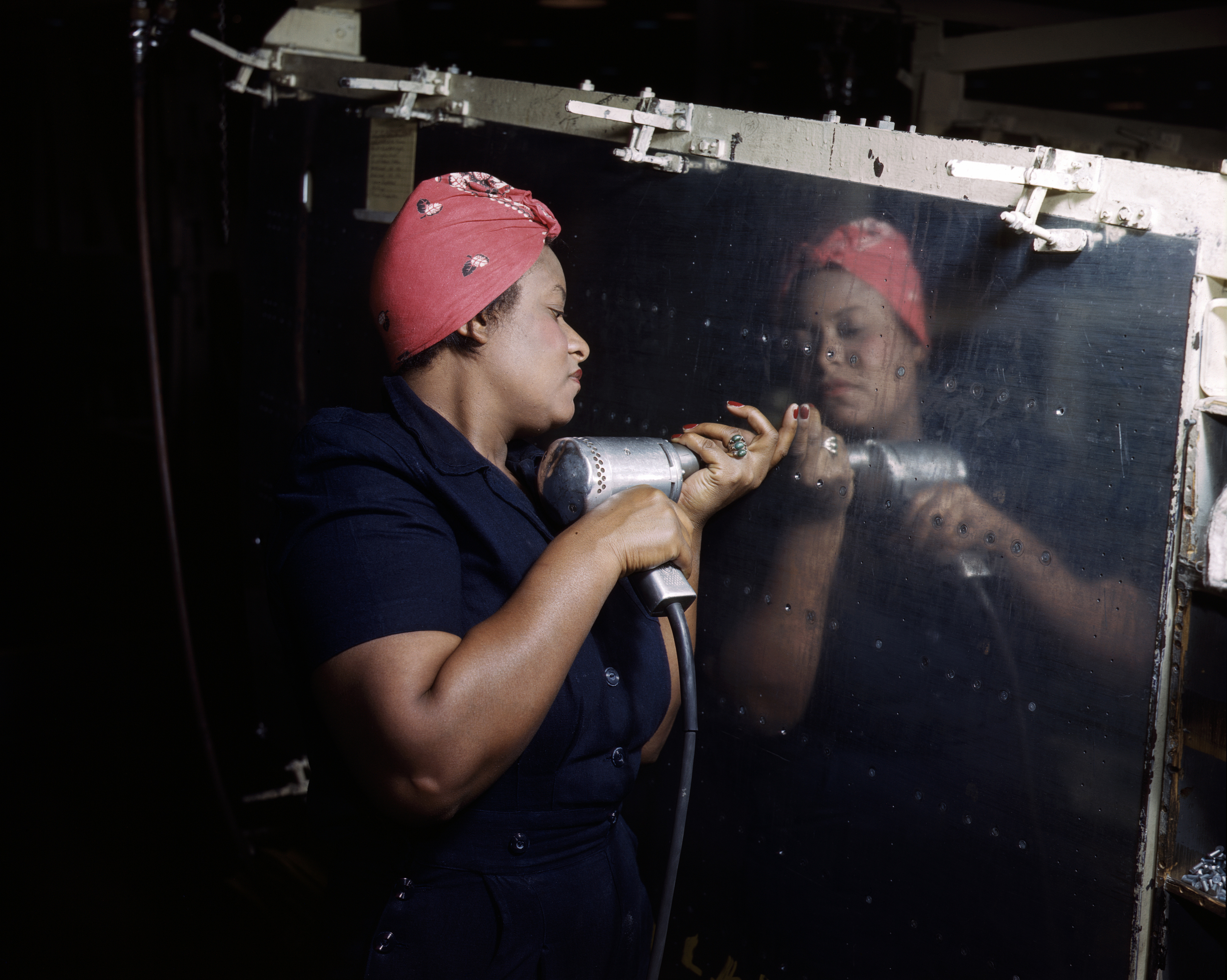
یک «رزی» واقعی، در حال کار بر روی یک بمب افکن آ-۳۲ ونجینس در نشویل ایالت تنسی (۱۹۴۳)

رُزی پرچ‌کن (به انگلیسی: Rosie the Riveter) نماد فرهنگی ایالات متحده آمریکا است و نشان دهنده زنان آمریکایی است که در خلال جنگ جهانی دوم در کارخانه‌ها مشغول به کار بودند و بسیاری از آنان مهمات و تجهیزات جنگی تولید می‌کرده‌اند. گاهی این زنان مشاغل کاملاً جدیدی را به جای مردان انجام می‌داده‌اند. رزی پرچ‌کن عموماً به عنوان نمادی برای فمینیسم و قدرت اقتصادی زنان مورد استفاده قرار می‌گیرد.

## تاریخچه

مقایسه نقاشی رزی پرچ‌کن و نقشی اشعیا اثر میکل آنژ در کلیسایی ایتالیایی. گویا نورمن راکول از تصویر اشعیا برای خلق اثر خود الگوبرداری کرد.

عبارت «رزی پرچ‌کن» برای نخستین‌بار در سال ۱۹۴۲ در ترانه‌ای به همین نام، اثر رد ایوانز و جان جیکاب لوب به کار رفت. این ترانه توسط هنرمندان متعددی، از جمله رهبر مشهور ارکسترهای بزرگ «کی کالزر»، اجرا شد و تبدیل به یکی از ترانه‌های معروف در سطح کشور آمریکا گردید. این ترانه رزی را به صورت یک کارگر خستگی ناپذیر خط مونتاژ تصویر می‌کرد که در حال انجام سهم خود در کمک به فعالیت‌های جنگی آمریکا است.

تمام طول روز،

بارانی یا آفتابی،

او جزئی از خط مونتاژ است.

او تاریخ را می‌سازد،

برای پیروزی کار می‌کند،

رزی پرچ کن.

هرچند در خلال جنگ جهانی دوم، زنان فعالیت‌هایی را در دست گرفتند که پیش از آن مردانه محسوب می‌شدند، از آنان انتظار می‌رفت تا به محض بازگشت مردان از جنگ، به فعالیت‌های روزمره خانه‌داری خود بازگردند. فعالیت‌های دولتی مربوط به زنان، تنها زنان خانه‌دار را مورد خطاب قرار می‌دادند، شاید به این دلیل که زنان استخدام شده به مشاغل اساسی و پردرآمد تر مربوط به خودشان منتقل می‌شدند، و شاید به این دلیل که فرض بر آن بود که بیشتر زنان می‌باید خانه‌دار بوده باشند. در یکی از آگهی‌های دولتی از زنان پرسیده شده بود آیا می‌توانید از یک مخلوط کن برقی استفاده کنید؟ اگر چنین است، می‌توانید کار با یک مته برق را نیز بیاموزید. تبلیغات همچنین بر همسران این زنان نیز متمرکز بود، که بسیاری از آنان تمایلی به حمایت از انجام این مشاغل توسط زنان نداشتند. اغلب زنان خود را با این وضعیت تطبیق دادند. علی‌رغم اکراه زنان برای تصدی مجدد مشاغل کم درآمدتر، در سال‌های بعد بسیاری از زنان به مشاغل سنتی خود نظیر کارهای دفتری و اداری بازگشتند. هرچند برخی از این زنان به کار خود در کارخانجات ادامه دادند.

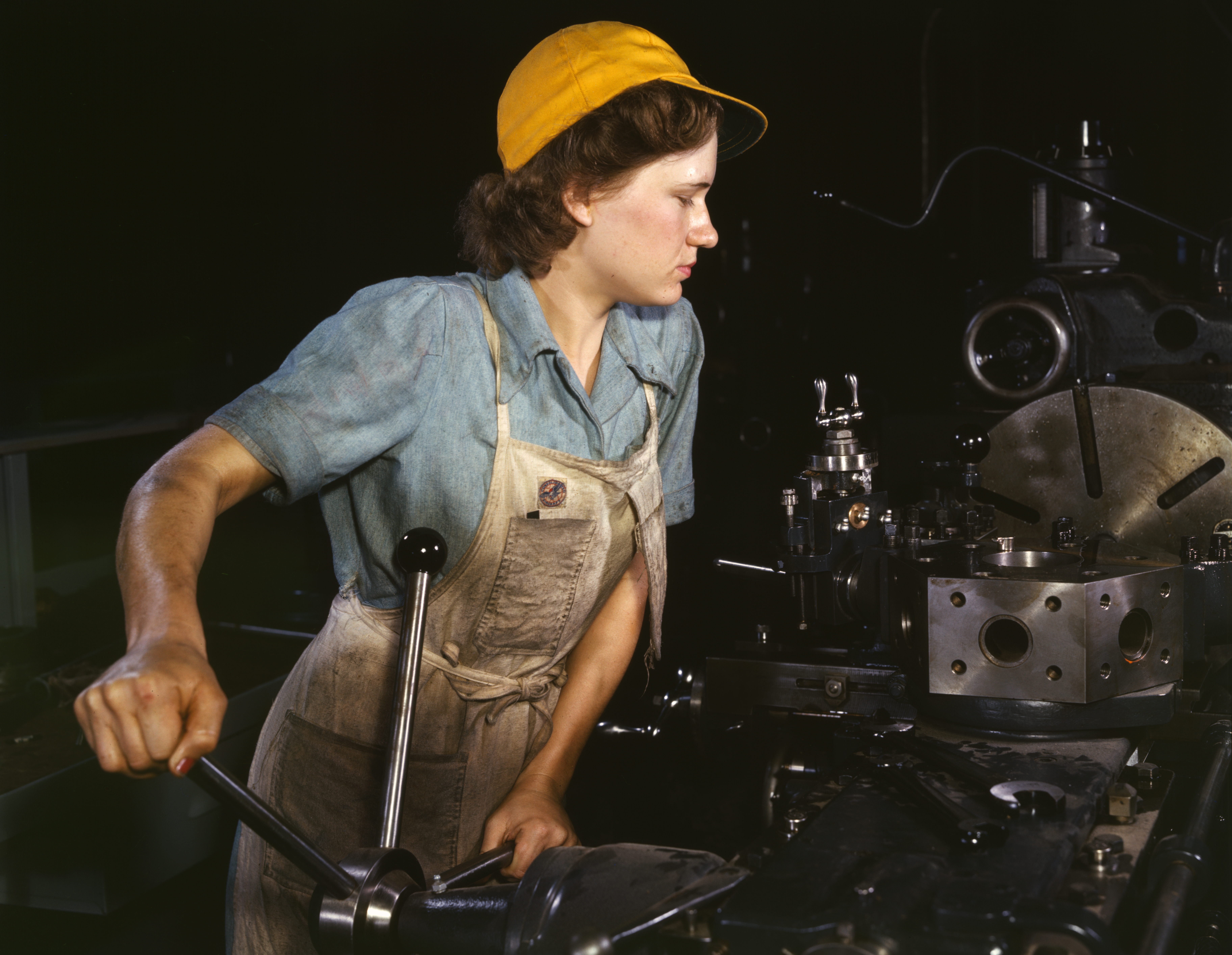
یک رزی پرچ کن واقعی در حال تراش دادن قطعات برجک تانک

شخصی که الهام بخش این ترانه بود، «رزالیند پی. والتر» نام داشت که از خانواده‌ای ثروتمند و قدیمی بود که در شیفت شب ساخت هواپیمای اف-۹کورسیر مشغول به کار بود. بعداً والتر به فعالیت‌های بشردوستانه روی آورد، عضو هیئت مدیره ایستگاه تلویزیونی عمومی دبلیوان‌ای‌تی در نیویورک شد، و حامی قدیمی و دیرپای برنامه مصاحبه چارلی رز گردید.
رزی پرچ کن با یک زن واقعی دیگر نیز مرتبط گردید؛ رز ویل مونرو، که در سال ۱۹۲۰ در پولاسکی کاونتی ایالت کنتاکی متولد شده و در سال‌های جنگ جهانی دوم به میشیگان نقل مکان کرد. وی به عنوان پرچکار در کارخانه هواپیماسازی «ویلو ران» در ییپسیلانتی در ایالت میشیگان مشغول به کار بود که بمب افکن‌های بی-۲۹ و بی-۲۴ را برای نیروی هوایی ارتش آمریکا تولید می‌کرد. از مونرو خواسته شده بود تا در فیلمی تبلیغاتی دربارهٔ فعالیت‌های جنگی در پشت جبهه‌های نبرد بازی کند. مونرو به آرزویش که خلبانی یک هواپیما بود در سالهای دههٔ ششم زندگی خود رسید و عشق او به پرواز منجر به سانحه‌ای در ۱۹ سال بعد شد که باعث مرگش گردید. ترانه رزی پرچ کن در آن زمان معروف بود و بر حسب اتفاق مونرو بهترین کسی بود که با کارگری که در این ترانه تصویر شده بود، تناسب داشت. رزی به همین ترتیب معروف‌تر شد تا احتمالاً به شناخته شده‌ترین نماد این عصر تبدیل شد. فیلم‌ها و پوسترهایی که او را به تصویر درمی‌آوردند، جهت تهییج و تشویق زنان برای شرکت در فعالیت‌های جنگی به کار می‌رفتند.

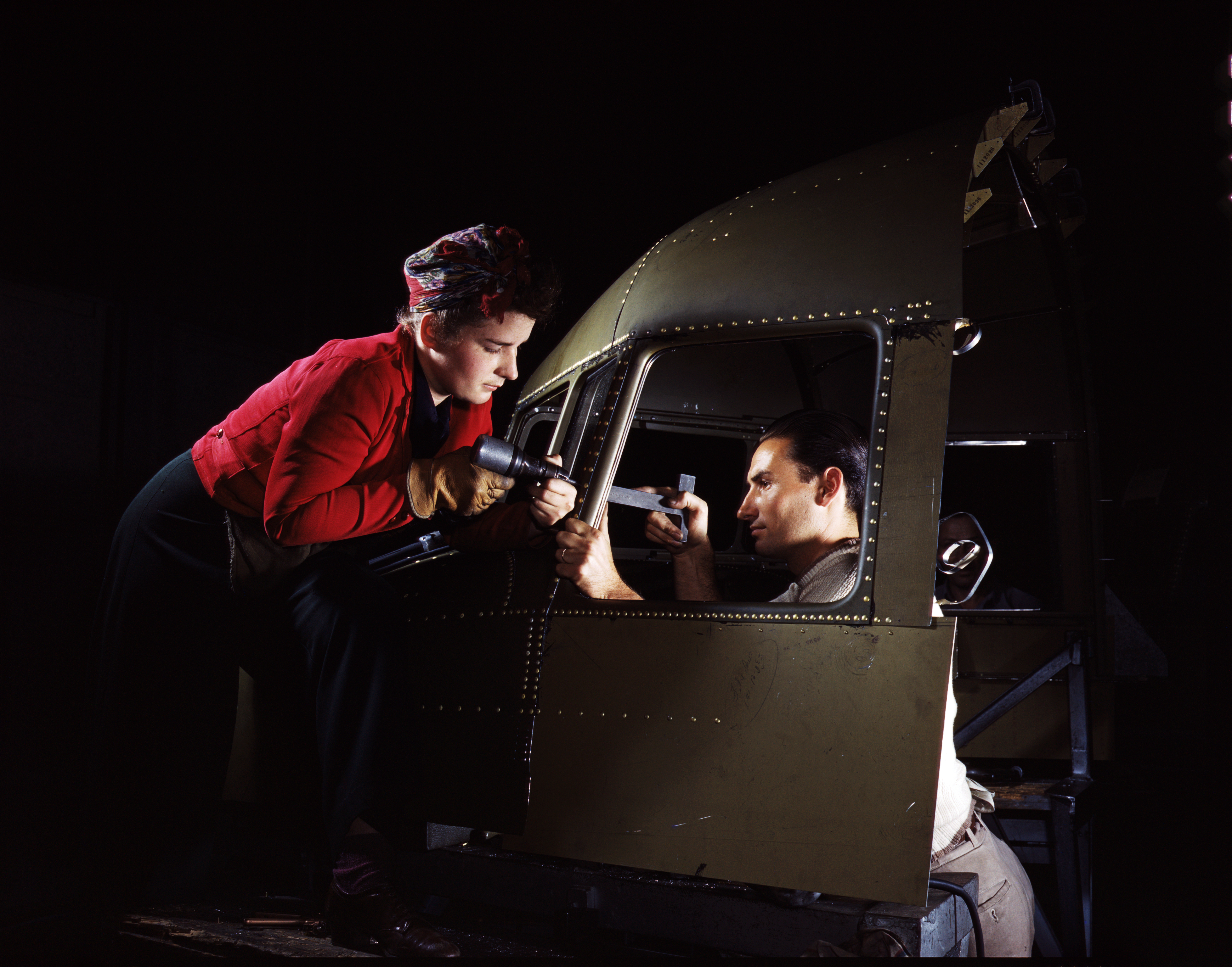
تیم پرچکار شامل یک زن و یک مرد در حال کار بر روی بدنه کابین یک هواپیمای سی-۴۷ در کارخانه نورث امریکن ایوییشن (۱۹۴۲)

بر طبق دانشنامه تاریخ اقتصاد آمریکا، «رزی پرچ کن» الهام‌بخش جنبش اجتماعی‌ای گردید که منجر به افزایش زنان شاغل آمریکایی تا ۲۰ میلیون نفر در سال ۱۹۴۴ گردید، که نسبت به سال ۱۹۴۰ رشدی ۵۷ درصدی داشت. تا سال ۱۹۴۴، تنها ۱٫۷ میلیون مرد مجرد در بازه سنی ۲۰ تا ۳۴ سال در صنایع دفاعی مشغول به کار بودند، در حالی که در همین زمان ۱٫۴ میلیون زن مجرد دارای سن مشابه در این صنایع شاغل بودند. هرچند تصویر «رزی پرچ کن» نشان دهنده کارهای صنعتی پرچ‌کاران و جوشکاران در خلال جنگ دوم جهانی بود، اکثر زنان شاغل، در مشاغل غیر صنعتی در تمامی بخش‌های اقتصاد شاغل بودند. آنچه که تجربه‌ای زنان را با هم متحد می‌ساخت، این بود که آنان به خود (و به کشورشان) ثابت کرده بودند که می‌توانند مشاغل مردانه را برعهده گیرند، و علاوه بر این می‌توانند این کارها را به خوبی انجام دهند. در سال ۱۹۴۲، تنها بین ماه‌های ژانویه و ژوئیه، نسبت تخمینی مشاغل «قابل قبول» برای زنان از ۲۹ به ۵۸٪ رسید. زنان سیاه‌پوست بیش‌ترین تأثیر را از نیاز به کارگران زن پذیرفتند. گفته شده‌است که فرایند همکاری سفیدپوستان و سیاه‌پوستان در آن زمان بود که باعث تشویق فروپاشی موانع اجتماعی، و ایجاد درک سالمی از تفاوت نژادی گردید. سیاه پوستان توانستند از طریق برابر دانستن تبعیض نژادی با ایدئولوژی برتری نژادی نازیها، بستری برای انقلاب حقوق مدنی پس از جنگ پدیدآورند.

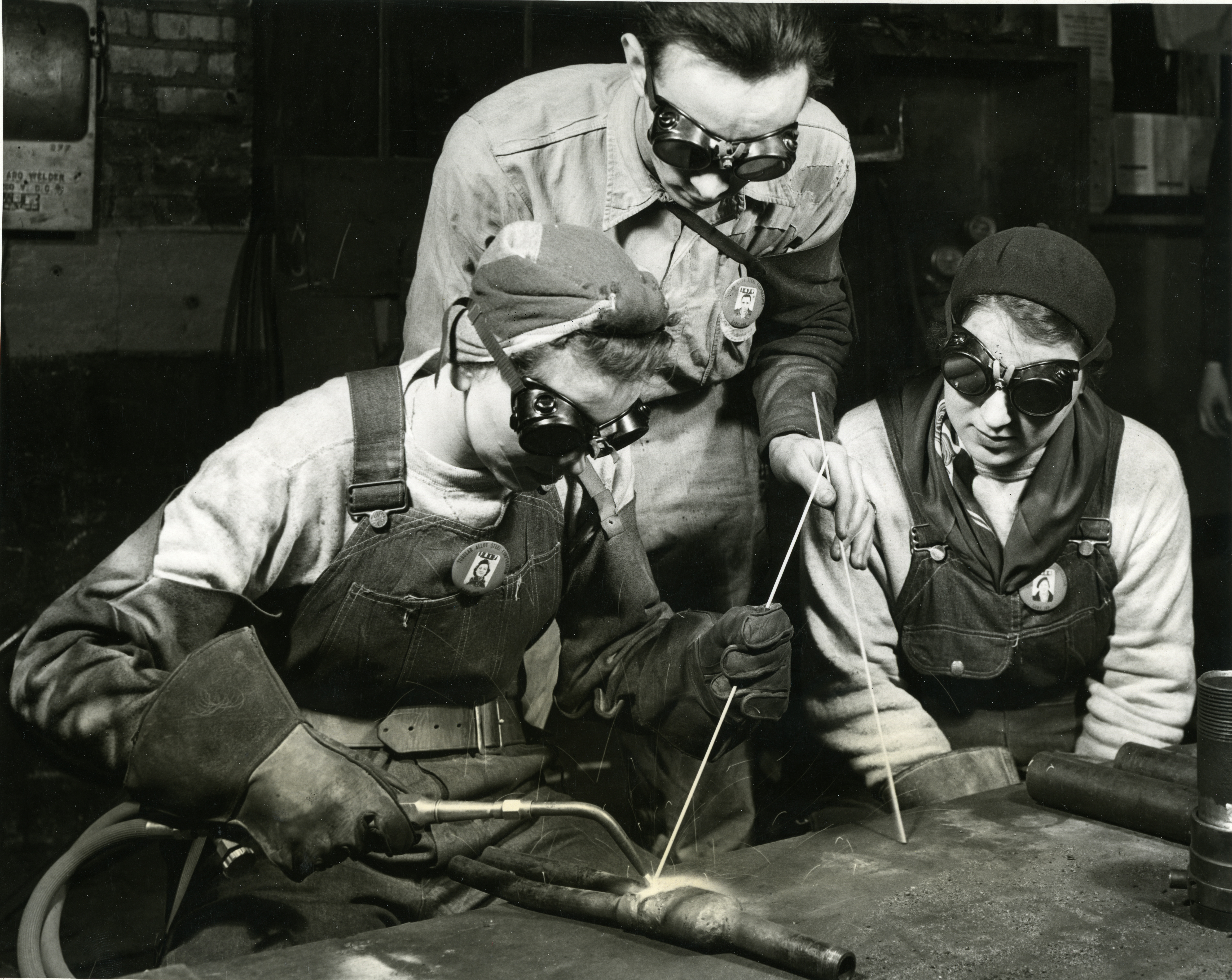
جوشکاری در کارخانه استیل گری توبولار

گاهی شرایط کاری سخت بود و حقوق پرداختی نیز همواره یکسان نبود؛ یک مرد شاغل در کارخانه‌های زمان جنگ، به‌طور متوسط ۶۵٫۵۴ دلار در هر هفته حقوق می‌گرفتند، در حالی که برای زنان، این مبلغ ۵۰٫۳۱ دلار در هفته بود. با این حال، زنان به سرعت به رزی پیچ کن، که ایشان را متقاعد کرده بود که وظیفه‌ای میهن‌پرستانه در ورود به نیروی کار دارند، واکنش نشان دادند. برخی ادعا می‌کنند که رزی پرچ کن فرصت اشتغال زنان را برای همیشه گشود، ولی سایرین عقیده‌ای برخلاف این دارند و به این نکته اشاره می‌کنند که بسیاری از زنان پس از جنگ بیکار شدند و شغل ایشان به مردانی که از جنگ بازگشته بودند واگذار شد. این افراد مدعی هستند که با برقرار شدن صلح، تعداد کمی از زنان بر سر کارهای خود در کارخانه‌ها باقی‌ماندند، و مابقی به مشاغل خانه‌داری بازگشته، یا به مشاغل مرتبط با جنسیت، نظیر مشاغل دفتری و خدماتی منتقل شدند. برای برخی، جنگ جهانی دوم نمایانگر نقطه عطف مهمی برای زنان است، زیرا زنان در این دوره مشتاقانه از فعالیت‌های جنگی حمایت و پشتیبانی می‌نمودند، در حالی که مورخان دیگری بر این نکته تأکید دارند که این تغییرات موقتی بوده، و به محض پایان جنگ، از زنان انتظار می‌رفته تا مجدداً به وظایف سنتی مادری و همسری خویش بپردازند، و بالاخره گروه سومی نیز بر این نکته انگشت گذاشته‌اند که چگونه اهمیت زیاد تغییرات ایجاد شده در اثر جنگ، شالوده‌ای برای جنبش‌های معاصر زنان ایجاد کرده‌است. لیلا جی. راپ در تحقیقی در مورد جنگ دوم جهانی نوشته‌است: «برای نخستین بار، زنان شاغل در تصویر ذهنی اجتماع، نقش غالب پیدا کردند. زنان همسرانشان را در شلوار کارشان پرچ کردند؛ و نقشی غیر از مادر، انجام دهنده کارهای روزمره خانه و تمدن سازها را داشتند.»
پس از جنگ، «رزی‌ها» و نسل‌های بعد از آنان، می‌دانستند که کار در کارخانه‌ها در حقیقت برای زنان کاملاً ممکن بود، هر چند که زنان تا دهه ۱۹۷۰ نتوانستند به همان نسبت زمان جنگ وارد بازار کار شوند. تا دهه ۱۹۷۰، استخدام در کارخانه‌ها در سراسر کشور به حالت رکود درآمده بود.
در ۱۴ اکتبر سال ۲۰۰۰، «پارک تاریخی ملی جبهه داخلی رزی پرچ کن/ جنگ جهانی دوم» در ریچموند ایالت کالیفرنیا، که مکان ۴ تا از حوضچه‌های شرکت کشتی‌سازی کایزر، جایی که هزاران نفر از «رزی ها» از سراسر کشور در آن کار کرده بودند بود افتتاح گردید (هرچند که بدنه کشتی‌ها در حوضچه‌های شرکت کایزر پرچ نمی‌شدند، بلکه بیشتر جوشکاری می‌شدند) بیش از ۲۰۰ «رزی» سابق در این مراسم شرکت کردند.
فیلم مستند زندگی و زمانه رزی پیچ کن به تاریخچه شخصیت رزی پرداخته‌است.

## رزی پرچ‌کن

### پوستر شرکت وستینگهاوس

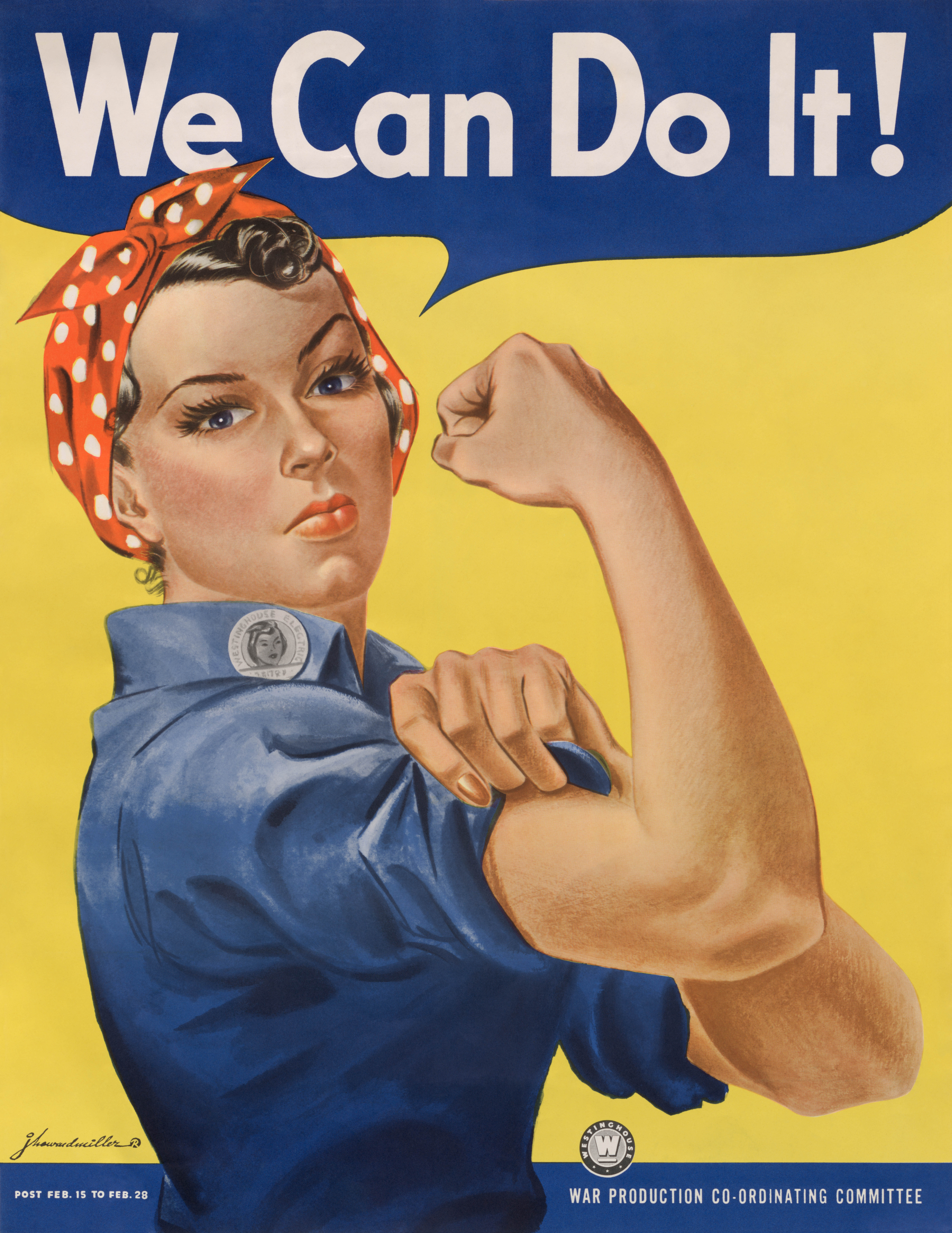
اثر جی. هاوارد میلر به نام «ما می‌توانیم انجامش دهیم!» عموماً به رزی پرچ کن ارجاع داده می‌شود.

در سال ۱۹۴۲، هنرمندی از اهالی پیتسبورگ به نام جی. هاوارد میلر، از سوی کمیته هماهنگی محصولات جنگی شرکت وستینگهاوس الکتریک استخدام شد تا پوسترهای متعددی را برای فعالیت‌های جنگی طراحی کند. یکی از این پوسترها تبدیل به تصویر معروف «ما می‌توانیم انجامش دهیم!» گردید. تصویری که در سال‌های بعد به اثر «رزی پرچ‌کن» نورمن راکول بسیار شباهت داشت. میلر پایه طرح پوستر خود را بر عکسی از خبرگزاری یونایتد پرس که در شهر آربر، میشیگان گرفته شده بود قرار داد که از کارگری اهل لنسینگ در ایالت میشیگان به نام جرالدین هاف (بعداً دویل) که ۱۷ سال داشت و در قسمت اپراتور دستگاه پرس فلز کار می‌کرد، برداشته شده بود. قصد اصلی از طراحی این پوستر، افزایش روحیه برای تولید بالاتر بوده‌است، نه کمک به جذب زنان جهت پیوستن به نیروی کار. در هنگام انتشار پوستر، نام «رزی» به این پوستر ارتباطی نیافته بود. در ابتدا این پوستر – یکی از پوسترهای متعدد میلر برای شرکت وستینگهاوس- در خارج از کارخانه وستینگهاوس در غرب میانه، جایی که در فوریه ۱۹۴۳ به مدت دو هفته به نمایش درآمد، چندان دیده نشد. سال‌ها بعد و در اوایل دهه ۱۹۸۰ بود که این پوستر میلر مجدداً کشف شد. دویل در ۲۶ دسامبر ۲۰۱۰ در سن ۸۶ سالگی درگذشت. در ایستگاه رادیویی همگانی ملی از وی با این عبارات یاد شد: «بدرود می‌گوییم به قهرمان ناخواسته فمینیست، کسی که به عنوان مدلی برای پوستر نمادین جنگ دوم جهانی شناخته شده‌است.»

### نشریه ستردی ایونینگ پست

اثر نورمن راکول به نام «رزی پرچ‌کن»

تصویر نورمن راکول از «رزی پرچ‌کن» بر روی جلد نشریه ستردی ایونینگ پست در ۲۹ مه ۱۹۴۳، در سطح گسترده‌ای انتشار یافت. تصویر راکول، زنی سبزه رو به نام «رزی» را نشان می‌داد که در حالت استراحت و صرف ناهار است، در حالی که یک تفنگ پرچ بر روی پای خود دارد، و در زیر چکمه‌هایش نسخه‌ای از کتاب نبرد من هیتلر قرار دارد. چیزی که کمتر در بین عموم مردم دانسته شده، این است که تصویر فرشته آیزیا بر روی سقف نمازخانه سیستین اثر میکل آنژ در سال ۱۵۰۹، ریشه اصلی تصویر راکول از «رزی» است. راکول، به زنی به نام شرلی کارپ دیک، مبلغ ۶ دلار برای مدل شدن پرداخته بود. دو تا از مشهورترین تصویرهایش، یکی آن بود که پا بر روی کتاب آدولف هیتلر نهاده بود، و دیگری آنی بود که وی در یک هواپیمای جنگنده آمریکایی نشسته و زن دیگر در حال سوخت رسانی به هواپیما است. در خلالی که شرلی کارپ دیک در نقش رزی ظاهر شده بود، بخشی از جنبشی گردید که بیش از ۱۱ میلیون زن را برانگیخت تا مشاغل مردانه را در زمان جنگ دوم جهانی بر عهده بگیرند. وی در ۱۵ ژانویه ۲۰۰۹ در سن ۸۵ سالگی درگذشت.
بعد از جنگ «رزی» راکول به علت سیاست حمایت از حقوق پدیدآورندگان توسط مرکز راکول کمتر و کمتر دیده شد. در سال ۲۰۰۲، نقاشی اصلی در سادبیز نزدیک به ۵ میلیون دلار فروخته شد. نقاشی راکول از رزی پرچ کن، در سال ۲۰۰۹ توسط موزه هنر آمریکایی کریستال بریجز در بنتنویل، آرکانزاس به قیمتی اعلام نشده خریداری گردید.

## بزرگداشت‌ها

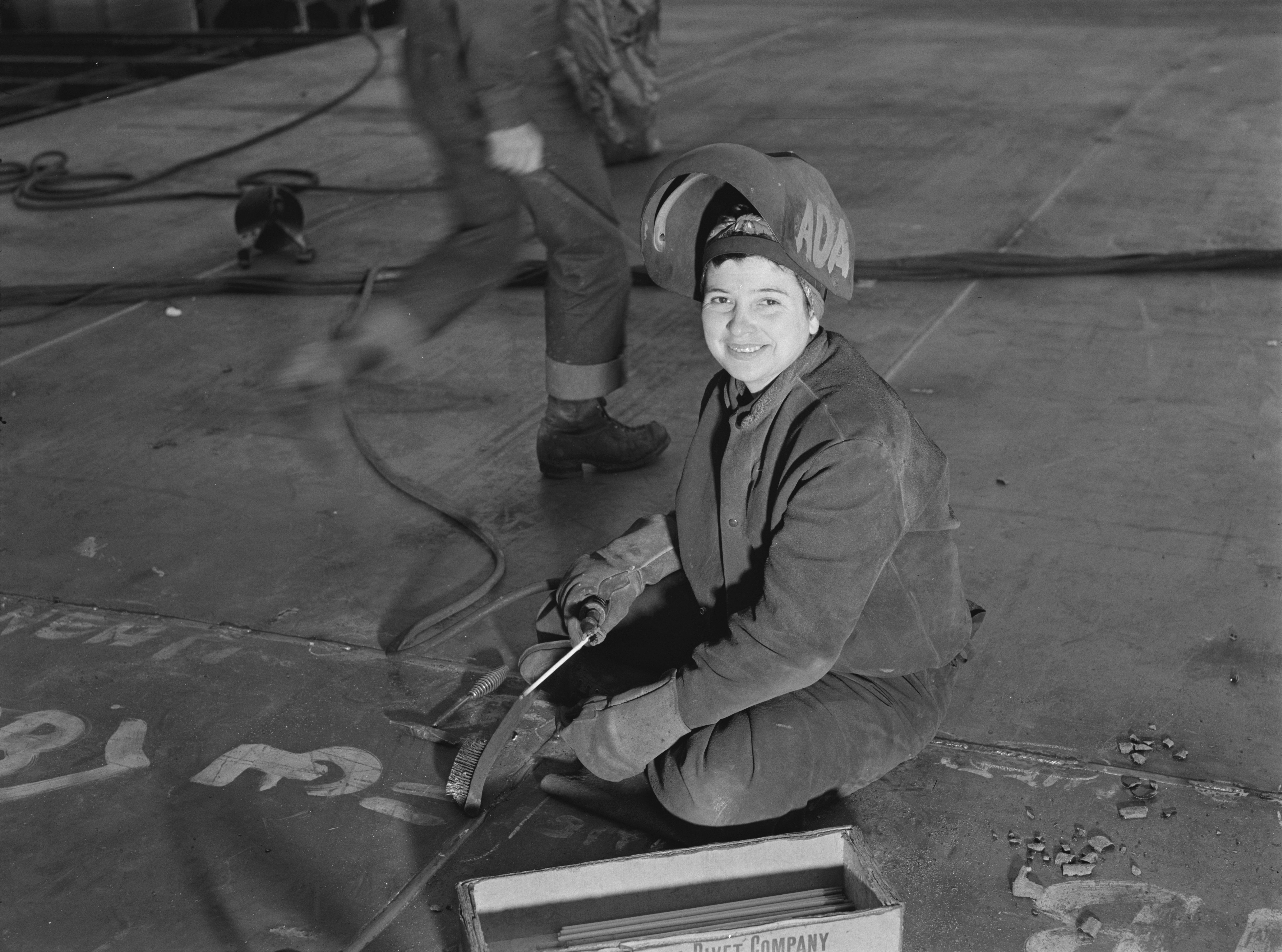
یک «وندی جوشکار» در حوضچه‌های کشتی‌سازی ریچموند

مطابق اثر پنی کولمن به نام رزی پرچ کن، شخصیت دیگری نیز به نام «وندی جوشکار» بر پایه شخصیت جنت دویل، کارگری در صنایع کشتی سازی کایزر ریچموند لیبرتی در ایالت کالیفرنیا آفریده شده‌است.
در دهه ۱۹۶۰، جین ویترز، ستاره سینمای هالیوود، در نقش «جوزفین لوله‌کش» شهرت یافت؛ شخصیتی در آگهی‌های تلویزیونی معروف و دراز مدت برای پودر شوینده «کامت» که پخش آنها تا دهه ۱۹۷۰ نیز ادامه یافت. این شخصیت نیز بر پایه «رزی» آفریده شده بود و در نتیجه سهم زیادی در تلاش مثال زدنی زنان برای به‌دست آوردن مشاغل سنتی مردانه دارد.
ارجاعات جدیدتر فرهنگی، شامل شخصیتی به نام «رزی» در بازی ویدئویی بایوشاک، که به یک تفنگ پرچ کن مسلح است. در کتاب‌های مصور دی سی کامیکز شخصیتی به نام «رزی پرچ‌کن» وجود دارد که از یک تفنگ پرچ به عنوان سلاح استفاده می‌کند (و برای اولین بار در نشریه گرین لنترن، دوره انتشار دوم، شماره ۱۷۶، (می ۱۹۸۴) ظاهر گردید). در بازی ویدئویی فال آوت ۳ بیلبوردهایی با تصویر «رزی» وجود دارد که در آنها «رزی» مشغول مونتاژ یک بمب اتمی و در حال نوشیدن نوکا- کولا است. عروسک متحرکی از «رزی» نیز توسط شرکت اکوترمنت تولید گردید، هر چند تشابه چندان زیادی با شخصیت گمنام پوستر میلر ندارد. در آخرین مصرع‌های ترانه «شکلات فروش» اثر کریستینا آگیلرا و در زمان ۳ دقیقه و ۶ ثانیه از آغاز آن، در حالی که موزیک این ترانه، هارمونی‌های آوایی معروف اندروزسیسترز مربوط به زمان جنگ دوم جهانی را مشابه سازی می‌کند، آگیلرا در حالی که دستمال قرمزی به سر خود بسته و تصویرش به روش تکنیکالر (معجزه فنی آن زمان) برداشته می‌شود، حالت معروف «رزی» را به خود می‌گیرد؛ مشت‌ها رو به بالا، و دست راست روی عضله بازو. همچنین بیانس نولز نیز در کلیپ ال ۲۰۱۰ خود به نام «چرا عاشقم نیستی؟» از همین ایده استفاده کرده‌است. در ژوئن ۲۰۰۹، موزه کریستال بریجز در بنتونویل، نقاشی نمادین نورمن راکول از «رزی پرچ‌کن» را از کلکسیون شخصی یک کلکسیونر خریداری و به مجموعه دائمی خود اضافه کرد. اما جیکاب خواننده موسیقی کانتری، در آلبوم خود به نام «قوی همچو من» به طرز دقیقی تصویر رزی پرج کن را برای جلد آلبوم خود بازآفرینی کرده‌است.
پینک، خواننده آمریکایی، در ویدیو کلیپش به نام «جامت را بالا بیاور» در آلبوم بهترین آثار، از تصویر رزی تجلیل کرده‌است.
شماره آوریل ۲۰۱۱ مجله وایرد، تصویری از لایمور فرید را در حالت کلاسیک رزی، بر روی جلد خود قرار داده‌است.
از تصویر سه بعدی/ استریوگرافیکی رزی به عنوان نماد نام برای هنرپیشه انگلیسی، هیلی آتول در تیتراژ انتهایی فیلم ابرقهرمانی آمریکای به نام کاپیتان آمریکا: اولین خونخواه مورد استفاده قرار گرفت.